# Бангладешско-ланкийские отношения
Бангладешско-ланкийские отношения — двусторонние дипломатические отношения между Бангладеш и Шри-Ланкой.

## История
Эти два государства исторически связаны, так как являлись частью Британской империи. Первый король Шри-Ланки имел корни из Королевства Ванги, расположенного в границах современного Бангладеш. В Шри-Ланке несколько прядей волос Будды, полученных в подарок от буддистов Бангладеш, почитаются на Дни полнолуния Пойа (один из главных религиозных праздников Шри-Ланки). В августе 2008 года главы государств обсудили ход реализации авиасообщений в надежде увеличения объёма торговли, инвестиций и культурных связей. Текущие инвестиции Шри-Ланки сосредоточены в швейной промышленности и банковском секторе Бангладеш.

## Экономика
Совместная рабочая группа Бангладеш и Шри-Ланки была сформирована в 2013 году с целью увеличить товарооборот, страны договорились подписать соглашение о транспортировке. В 2013 объём двусторонней торговли между странами перешагнул отметку в 100 млн. долларов США.